# Austrian International 1974
Die Austrian International 1974 fanden als offene internationale Meisterschaften von Österreich im Badminton vom 23. bis zum 24. November 1974 in Linz statt. Es war die siebte Auflage der Titelkämpfe. Gregor Berden im Herreneinzel und Hermann Fröhlich mit Lore König im Mixed konnten ihre Vorjahrestitel verteidigen.

## Sieger und Platzierte
| Disziplin    | Gold                          | Silber                     | Bronze                                |
| ------------ | ----------------------------- | -------------------------- | ------------------------------------- |
| Herreneinzel | Gregor Berden                 | Ladislav Šrámek            | Reinhold Pum                          |
| Herreneinzel | Gregor Berden                 | Ladislav Šrámek            | Petr Lacina                           |
| Dameneinzel  | Alena Poboráková              | Anke Betz                  | Taťána Pravdová                       |
| Dameneinzel  | Alena Poboráková              | Anke Betz                  | Vita Bohinc                           |
| Herrendoppel | Franz Beinvogl Siegfried Betz | Günther Müller Erich Mader | Petr Lacina Ladislav Šrámek           |
| Herrendoppel | Franz Beinvogl Siegfried Betz | Günther Müller Erich Mader | Erich Eikelkamp Günter Swoboda        |
| Damendoppel  | Anke Betz K. Kistler          | Éva Cserni Gertrúd Ladányi | Alena Poboráková Jaroslava Krahulcová |
| Damendoppel  | Anke Betz K. Kistler          | Éva Cserni Gertrúd Ladányi | Marta Amf Renate Dietrich             |
| Mixed        | Hermann Fröhlich Lore König   | Franz Beinvogl Anke Betz   | János Cserni Éva Cserni               |
| Mixed        | Hermann Fröhlich Lore König   | Franz Beinvogl Anke Betz   | Petr Lacina Taťána Pravdová           |

## Finalresultate
| Disziplin    | Sieger                        | Finalist                   | Ergebnis          |
| ------------ | ----------------------------- | -------------------------- | ----------------- |
| Herreneinzel | Gregor Berden                 | Ladislav Šrámek            | 15–7, 15–8        |
| Dameneinzel  | Alena Poboráková              | Anke Betz                  | 8–11, 11–5, 11–1  |
| Herrendoppel | Franz Beinvogl Siegfried Betz | Günther Müller Erich Mader | 15–5, 15–8        |
| Damendoppel  | Anke Betz K. Kistler          | Éva Cserni Gertrúd Ladányi | 15–10, 15–11      |
| Mixed        | Hermann Fröhlich Lore König   | Franz Beinvogl Anke Betz   | 15–5, 10–15, 15–6 |